# N'Dara
N'Dara est une localité du nord de la Côte d'Ivoire qui se situe dans le département de Boundiali, dans le District des Savanes.